# زبان اسرانان
زبان اسرانان (به اسرانان: Sranan Tongo یا Sranantongo) یک زبان کریول است که در سورینام نقش زبان میانجی میان سیصدهزار تن را بازی می‌کند. معنای واژهٔ Sranantongo زبانِ سورینام می‌باشد. 